# Lillehammer-Affäre
Als Lillehammer-Affäre bezeichnet man die Vorgänge um die irrtümliche Ermordung von Ahmed Bouchiki durch die Caesarea-Einheit des israelischen Geheimdienstes Mossad am 21. Juli 1973 im norwegischen Lillehammer. Im Rahmen der von der Öffentlichkeit so genannten „Operation Zorn Gottes“ war zur Vergeltung der tödlich verlaufenen Geiselnahme von München 1972 seitens der israelischen Regierung die Tötung von Ali Hassan Salameh als einem der Verantwortlichen angeordnet worden. Bouchiki wurde mit Salameh verwechselt und infolgedessen vor den Augen seiner schwangeren norwegischen Ehefrau auf offener Straße erschossen.

## Anlass: Das Olympia-Attentat 1972
Bei den Olympischen Sommerspielen 1972 hatte das palästinensische Terrorkommando „Schwarzer September“ elf Mitglieder der israelischen Olympiamannschaft als Geiseln genommen, um 232 in Israel inhaftierte Palästinenser und zwei in Deutschland einsitzende Mitglieder der RAF freizupressen. Bereits bei der Geiselnahme erschossen die Terroristen zwei Widerstand leistende Israelis. Die beabsichtigte Freipressung scheiterte an der grundsätzlichen Weigerung der israelischen Regierung, über einen Austausch auch nur zu verhandeln. Die deutschen Organe täuschten den Terroristen die Bereitschaft vor, sie mit den Geiseln ausfliegen zu lassen, und improvisierten einen gewaltsamen Befreiungsversuch. Bei dessen mangelhafter Durchführung töteten die Terroristen auch die restlichen neun Geiseln. Drei der acht Terroristen überlebten die Polizeiaktion und wurden verhaftet. Allerdings kam es nicht zu einem Prozess, weil sie bereits wenige Wochen später durch die Entführung des Lufthansa-Flugzeugs „Kiel“ freigepresst wurden. Die deutsche Bundesregierung sah sich zur Rettung der Passagiere und der Besatzung veranlasst, die Terroristen straffrei ziehen zu lassen. Dies wurde gemeinhin so interpretiert, dass die Bundesregierung ein Interesse daran gehabt habe, die Terroristen loszuwerden, um weiteren Erpressungsversuchen und Flugzeugentführungen vorzubeugen.

## Die Vergeltungsoperation
Zur Sühnung der Opfer und Satisfaktion der Hinterbliebenen beschloss das israelische Sicherheitskabinett unter der Premierministerin Golda Meir im Herbst 1972 eine langfristige Vergeltungsoperation, die zum Ziel hatte, Attentäter und Hintermänner des Anschlags gezielt zu töten. Dazu wurde die Mossad-Sondereinheit „Caesarea“ gebildet, deren erster Kommandeur der spätere Premierminister Ehud Barak war. Öffentlich wurde die Operation später unter dem nicht vom Mossad vergebenen Titel „Wrath of God“ (Zorn Gottes) bzw. „Operation Bayonet“ (Operation Bajonett) diskutiert. Im Rahmen der Operation wurden mutmaßlich noch bis 1992 sogenannte Liquidierungen durchgeführt, sie wurde erst 1994 mit dem Oslo-Abkommen offiziell beendet.

## Die Verwechslung eines Unbeteiligten
Infolge eines falschen Tipps vermutete der Mossad Ali Hassan Salameh, einen der Führer des Schwarzen September und Hauptverantwortlichen für das Olympia-Attentat, im Sommer 1973 im norwegischen Lillehammer. Bis zu diesem Zeitpunkt hatte die „Caesarea“-Einheit schon zahlreiche Liquidationen durchgeführt und wähnte sich auf einer Welle des Erfolges. Regelmäßig wurden die Hinterbliebenen der Attentatsopfer anonym angerufen und zum Hören der Nachrichten aufgefordert, in denen sie dann erfuhren, dass erneut ein Attentäter oder einer der Hintermänner getötet worden war.
Die Mossad-Agenten Gustav Pistauer und Jean-Luc Sevenier rekrutierten zunächst Dan Ærbel und bereiteten den Anschlag in Norwegen vor. Aufgeteilt in zwei Gruppen wurden über Amsterdam bzw. Zürich weitere Agenten nach Norwegen gebracht. Dort formierten sie sich zusammen mit bereits dort befindlichen Agenten unter dem Einsatzleiter Michael „Mike“ Harari zur eigentlichen Anschlagsgruppe, dem so genannten „Hit-Team“. Zum Hit-Team gehörten neben Harari die beiden späteren Todesschützen Jonathan Isaac Englesberg (Deckname: Jonathan Ingleby) und eine junge Frau namens „Tamara“ (auch: Tamar oder Marie), die angeblich eine Profi-Killerin des Mossad und Geliebte des damaligen Europa-Chefs Georg Manner war, sowie Rolf Baehr, Gerard Lafond, Abraham Gehmer (Deckname: Leslie Orbaum), Victor Zipstein (Deckname: Zwi Steinberg), Michael Dorf, Marianne Gladnikoff, Sylvia Rafael (Deckname: Patricia Lesley Roxburgh), Raoul Cousin und Nora Heffner. Angeblich soll die Aktion von Georg Manner geleitet worden sein. Auch der Mossad-Chef Tzwi Zamir soll sich während des Anschlags in Norwegen aufgehalten haben.
Der schon seit 1965 in Norwegen lebende und seit 1972 dort mit einer Norwegerin verheiratete Bouchiki geriet ins Visier des Anschlagteams, als er am 17. Juli 1973 den ihm bis dahin unbekannten Kemal Benamene im örtlichen Schwimmbad kennenlernte. Benamene war wie Bouchiki Araber und wurde vom Mossad für einen Kurier der Terrorgruppe Schwarzer September gehalten. Erfreut, mit einem „Landsmann“ Gelegenheit zu einer Unterhaltung auf Arabisch zu haben, traf Bouchiki sich tags darauf mit Benamene in einem Café. Dieses Treffen wurde von den Mossad-Agenten beobachtet, die registrierten, wie Bouchiki und Benamene ihre Adressen tauschten.
Die Überprüfung, ob es sich bei dem Verdächtigen wirklich um den gesuchten Salameh handelte, geschah äußerst nachlässig. Es wurde nur ein einziges Foto verwendet, der Vermutung entgegenstehende Merkmale wurden ignoriert. So war der gesuchte Salameh sehr groß, Bouchiki hingegen nur mittelgroß. Auch fehlte Bouchiki die für Salameh typische Narbe. Zudem war er mit einer von ihm im siebten Monat schwangeren Norwegerin verheiratet, also offensichtlich im Ort verwurzelt.
Kurz vor der geplanten Exekution meldeten zwei Agenten Bedenken an, weil der von ihnen observierte Bouchiki offenbar fließend Norwegisch sprach, was den Informationen über Salameh widersprach. Trotzdem entschied Harari auf Grund des vorherigen Fotovergleichs gegen einen Abbruch der Operation.
Unklar ist, wie der 1,73 Meter große Ahmed Bouchiki mit dem 1,92 Meter großen Ali Hassan Salameh verwechselt werden konnte. Schon oberflächliche Nachfragen hätten ergeben, dass Bouchiki, der Mann, den der Mossad ermordete, eine in Lillehammer stadtbekannte Person war. Bouchiki arbeitete als Kellner in einem Krankenhaus und war mit der einheimischen Krankenhausangestellten Torill Larsen verheiratet. 1965 war er zusammen mit seinem algerischen Vater und seiner marokkanischen Mutter nach Norwegen gekommen. Er hatte einen staatlichen Kurs für das Hotelgewerbe belegt und seither, mit einigen Unterbrechungen, als Kellner gearbeitet. 1972 traf er Larsen und heiratete sie noch im selben Jahr, als sie im zweiten Monat schwanger war. Um seine Zukunftsperspektiven zu verbessern, trainierte Bouchiki als Rettungsschwimmer, gelegentlich auch im örtlichen Schwimmbad. Dort traf er am 19. Juli 1973 Benamene.

## Die Ermordung von Bouchiki
Am 21. Juli 1973 war Ahmed Bouchiki zunächst zum Training im Schwimmbad gewesen. Danach gingen er und seine Frau gemeinsam ins Kino, schauten sich den Film Where Eagles Dare an und fuhren mit dem Bus nach Hause. Auf dem Weg von der Bushaltestelle zur Wohnung hielt neben ihnen der von Rolf Baehr gefahrene weiße Mazda, aus dem Englesberg und „Tamara“ ausstiegen, während Gerard Lafond im Wagen sitzen blieb. Sie traten auf Bouchiki zu, der nur noch „Nein“ sagen konnte, bevor ihn die ersten sechs Schüsse in den Bauch trafen. Bouchiki fiel zu Boden und erhielt zwei Kopfschüsse. Danach schossen die Agenten ihm vor den Augen seiner Frau noch weitere sechs Mal in den Rücken.

## Nachspiel: Strafverfolgung und Kompensation
Im Zuge der Fahndung gelang es der norwegischen Polizei am Tag darauf, die Agenten Ærbel und Gladnikoff zu verhaften, als diese das unter eigenem Namen gemietete Fluchtfahrzeug am Osloer Flughafen zurückgeben wollten. Bei ihrer Vernehmung gaben sie die übrigen Mitglieder preis, was zu weiteren vier Verhaftungen und zur Sicherstellung belastender Dokumente sowie zur Entdeckung eines Netzes konspirativer Verstecke führte. Dem Kopf der Gruppe, Harari, sowie den beiden Killern gelang unentdeckt die Flucht nach Israel. Im Prozess gegen die sechs Verhafteten wurde Dorf als einziger freigesprochen, die übrigen zu Haftstrafen zwischen zweieinhalb und fünf Jahren verurteilt. Die Strafen blieben unter den in Norwegen üblichen Mindeststrafen und hatten im Übrigen wenig praktische Bedeutung, da alle großzügige Freigangsregelungen genossen und bereits nach 19 bzw. 22 Monaten entlassen und nach Israel abgeschoben wurden. Das norwegische Auslieferungsersuchen für Michael Harari wurde von der israelischen Regierung abgelehnt, was im Ergebnis verhinderte, dass er für die Tat zur Rechenschaft gezogen werden konnte. Angeblich wurde er nach seinem Abschied aus dem Mossad ein bekannter Söldner, der in Afrika sowie in Zentral- und Südamerika kämpfte.
Erst 1996 entschloss sich die israelische Regierung, eine Entschädigung an die Familie des unschuldigen Opfers Bouchiki zu zahlen, ohne jedoch offiziell die Verantwortung einzugestehen.

## Die Tötung Salamehs
Ali Hassan Salameh wurde schließlich 1979 im Libanon durch ein Autobomben-Attentat des Mossad getötet. Dabei starben mehrere unbeteiligte Passanten. Soweit bekannt, hat sich Salameh nie in Norwegen, geschweige denn in Lillehammer, aufgehalten.

## Die Lillehammer-Affäre und die israelische Atombombe
Der Anwalt Annæus Schjødt, der im Prozess zwei der Agenten vertreten und später seine Mandantin Sylvia Rafael geheiratet hatte, veröffentlichte 2004 das Buch Mange liv (Viele Leben). Darin behauptet er, dass der verhaftete Dan Ærbel der norwegischen Regierung Informationen über das israelische Atomwaffenprogramm geliefert habe. Die norwegische Regierung habe sich allerdings entschieden, darüber Stillschweigen zu bewahren, weswegen der israelische Atombombenbesitz erst dreizehn Jahre später bekannt wurde, als sich 1986 Mordechai Vanunu dazu öffentlich äußerte. Als sicher gilt, dass Dan Ærbel unter dem Decknamen Dan Ert als Strohmann Eigner des Schiffes 'Scheersberg A' war, mittels dessen die israelischen Geheimdienste Mossad und Lekem in der „Operation Plumbat“ Material zum Atombombenbau beschafften.